# Cyanomitra veroxii
Cyanomitra veroxii là một loài chim trong họ Nectariniidae.